# Municipalità di Barunga West
La municipalità di Barunga West è una Local Government Area che si trova in Australia Meridionale. Essa si estende su una superficie di 1.528 chilometri quadrati e ha una popolazione di 2.631 abitanti. La sede del consiglio si trova a Port Broughton.